# Cymodusopsis asperata
Cymodusopsis asperata là một loài tò vò trong họ Ichneumonidae.